# Araneus annulipes
Araneus annulipes là một loài nhện trong họ Araneidae.
Loài này thuộc chi Araneus. Araneus annulipes được Hippolyte Lucas miêu tả năm 1838.